# Kompsoprium upembense
Kompsoprium upembense är en mångfotingart som beskrevs av Kraus 1958. Kompsoprium upembense ingår i släktet Kompsoprium och familjen Odontopygidae. Inga underarter finns listade i Catalogue of Life.